# Drosophila nepalensis
Drosophila nepalensis är en tvåvingeart som beskrevs av Toyohi Okada 1955. Drosophila nepalensis ingår i släktet Drosophila och familjen daggflugor.
Artens utbredningsområde täcker ett område i sydöstra Asien från Taiwan till Indien och Nepal.